# Memphis Hustle 2018-2019
La stagione 2018-19 dei Memphis Hustle fu la 2ª nella NBA D-League per la franchigia.
I Memphis Hustle arrivarono secondi nella Midwest Division con un record di 28-22. Nei play-off vinsero il primo turno con gli Stockton Kings (1-0), perdendo poi la semifinale di conference con i Rio Grande Valley Vipers (1-0).

## Roster
| N° | Naz.                   | Ruolo | Sportivo          | Anno | Alt. | Peso |
| -- | ---------------------- | ----- | ----------------- | ---- | ---- | ---- |
| 1  | Stati Uniti (bandiera) | G     | Tyler Harvey      | 1993 | 193  | 84   |
| 2  | Stati Uniti (bandiera) | G     | Brandon Goodwin   | 1995 | 188  | 82   |
| 3  | Stati Uniti (bandiera) | G     | Jevon Carter      | 1995 | 188  | 89   |
| 4  | Stati Uniti (bandiera) | G     | Markel Crawford   | 1994 | 193  | 95   |
| 5  | Stati Uniti (bandiera) | G     | Marcus Keene      | 1995 | 180  | 73   |
| 5  | Stati Uniti (bandiera) | G     | Jay-R Strowbridge | 1988 | 183  | 84   |
| 9  | Stati Uniti (bandiera) | G     | Dusty Hannahs     | 1993 | 191  | 95   |
| 9  | Stati Uniti (bandiera) | A     | Jarnell Stokes    | 1994 | 201  | 113  |
| 10 | Stati Uniti (bandiera) | A     | Ivan Rabb         | 1997 | 208  | 100  |
| 11 | Stati Uniti (bandiera) | GA    | Terrence Drisdom  | 1992 | 196  | 79   |
| 12 | Giappone (bandiera)    | A     | Yūta Watanabe     | 1994 | 206  | 93   |
| 13 | Stati Uniti (bandiera) | G     | Tyler Dorsey      | 1996 | 196  | 83   |
| 14 | Stati Uniti (bandiera) | C     | Doral Moore       | 1997 | 216  | 127  |
| 15 | Stati Uniti (bandiera) | A     | Tanner McGrew     | 1993 | 203  | 113  |
| 15 | Stati Uniti (bandiera) | A     | LaQuinton Ross    | 1991 | 203  | 100  |
| 20 | Stati Uniti (bandiera) | GA    | D.J. Stephens     | 1990 | 196  | 85   |
| 21 | Senegal (bandiera)     | A     | Ismaila Kane      | 1995 | 206  | 91   |
| 22 | Stati Uniti (bandiera) | G     | Tarik Phillip     | 1993 | 191  | 88   |
| 23 | Stati Uniti (bandiera) | A     | Justin Tillman    | 1996 | 203  | 100  |
| 24 | Stati Uniti (bandiera) | A     | Julian Washburn   | 1994 | 203  | 95   |
| 30 | Stati Uniti (bandiera) | A     | Kyle Casey        | 1989 | 201  | 102  |
| 32 | Stati Uniti (bandiera) | AC    | Jarvis Varnado    | 1988 | 206  | 104  |
| 93 | Stati Uniti (bandiera) | A     | Nino Johnson      | 1993 | 206  | 111  |

## Staff tecnico
- Allenatore: Brad Jones
- Vice-allenatori: Alex Lloyd, Antoine Broxsie, Brett Burman
- Vice-allenatore per lo sviluppo dei giocatori: Altavious Carter
- Preparatore atletico: Joseph Pettitt